# Moustache (single)

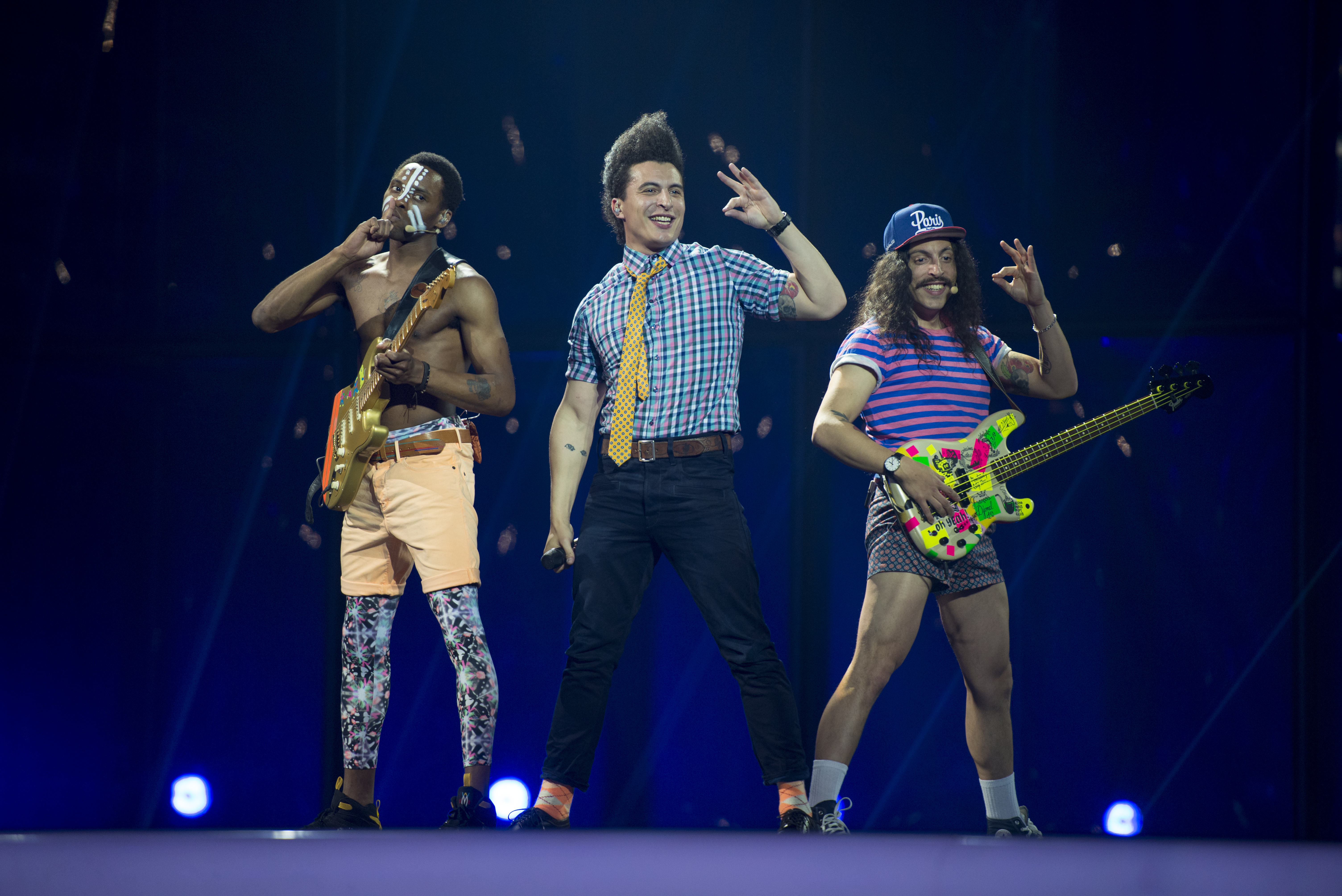
Twin Twin op het Eurovisiesongfestival 2014

Moustache is een single van het Franse trio Twin Twin. Het was de Franse inzending voor het Eurovisiesongfestival 2014 in Kopenhagen, Denemarken. Omdat Frankrijk tot de grote vijf behoort, was het automatisch geplaatst voor de finale, waarin het op de laatste plaats eindigde met 2 punten. Het lied is geschreven door Lorent Idir en François Ardouvin.